# Fontaines-sur-Grandson
 (mars 2022).
Si vous disposez d'ouvrages ou d'articles de référence ou si vous connaissez des sites web de qualité traitant du thème abordé ici, merci de compléter l'article en donnant les références utiles à sa vérifiabilité et en les liant à la section « Notes et références ».
Pour les articles homonymes, voir Fontaines.
Fontaines-sur-Grandson est une commune suisse du canton de Vaud, située dans le district du Jura-Nord vaudois.

## Géographie

### Localisation
Fontaines-sur-Grandson se situe à 563 m d'altitude, à 6 km au nord de la ville d'Yverdon-les-Bains (à vol d’oiseau). Le village s'étend au pied sud du Jura, au nord de la vallée de l’Arnon.
La surface de la commune, 7,9 km2, comprend une partie sur le flanc sud du Jura. Le sol de commune s'étend au pied du Jura depuis la vallée de l'Arnon au sud-ouest sur le plateau de Fontaines jusqu’à Champagne à l'est. Au nord, le territoire atteint la crête longue et étroite de l’anticlinal de la chaîne de Chasseron. Elle touche ainsi la cuvette de La Calame et partiellement la hauteur des Cernets (qui, avec 1 475 m d'altitude, est le plus point le plus élevé de Fontaines-sur-Grandson). Au nord-est, la surface de la commune touche la région forestière de Bois de la Vaux dans le bassin du Bied qui coule à Areuse. La frontière Nord court sur le Crêt de Lisières au-dessus de Buttes.
En 1997 2 % de la surface de commune était constituée de terrains bâtis, 49 % de forêt et de taillis, 48 % étaient réservés à l'agriculture et il y avait moins de 1 % de terre improductive.
Les communes voisines de Fontaines-sur-Grandson sont Fiez, Bullet, Grandevent, Novalles, Giez, Champagne, Vaugondry, Villars-Burquin et Mauborget dans le canton de Vaud ainsi que Buttes et Fleurier dans le canton de Neuchâtel.

## Population

### Surnom
Les habitants de la commune sont surnommés lè z'Affamâ (les Affamés en patois vaudois),.

### Démographie
Fontaines-sur-Grandson fait partie des plus petites communes du canton de Vaud. Parmi les résidents 85,6 % sont francophones, 13,6 % germanophones et 0,8 % de langue russe (état en 2000). En 1870 la population de Fontaines-sur-Grandson s'élevait à 250 habitants, elle a ensuite diminué par une forte émigration jusqu'à 147 habitants en 1950 et, depuis lors, est relativement stable.

## Économie
Jusque dans la deuxième moitié du XXe siècle, Fontaines-sur-Grandson était un village essentiellement agricole. Alors qu'au pied du Jura on trouve surtout des cultures, en hauteur c'est l'élevage et la production laitière qui dominent. Des petites entreprises locales fournissent également quelques emplois. Beaucoup d'actifs sont des travailleurs pendulaires, qui travaillent surtout à Yverdon.

## Transports
La commune se situe en dehors des grandes voies de transit, sur la route principale de Grandson à Mauborget. Le raccordement le plus proche à l'autoroute A5 se trouve à environ 5 km du centre du village. Grâce à la ligne de bus qui relie Yverdon à Mauborget, Fontaines-sur-Grandson a accès au réseau de transports publics.

## Histoire
La première mention documentaire de la ville, sous le nom de Fontanes date de 1011. Le nom du village s'applique, sur de nombreuses sources, au territoire même de la commune. En 1011 Fontaines-sur-Grandson fut donnée par le Royaume de Haute-Bourgogne au monastère de Romainmôtier. Par la suite, le prieuré bénédictin de Saint-Jean-Baptiste à Fontaines-sur-Grandson en acquit la propriété. La suzeraineté temporelle appartenait aux seigneurs de Grandson. Après 1476 Grandson devint un bailliage sous la suzeraineté conjointe de Berne et de Fribourg. Ce n'est qu'en 1730 que le village, qui dépendait jusque-là de la commune de Fiez, devint commune autonome. Après l'effondrement de l'Ancien Régime, Fontaines-sur-Grandson appartint de 1798 à 1803 (époque de la République Helvétique) au canton du Léman qui, après l'entrée en vigueur de l'Acte de médiation, fut intégré au canton de Vaud.

## Monuments
Au centre de Fontaines-sur-Grandson s'élève un clocher (prévu sans église) construit en 1736. Aux alentours on voit quelques fermes du XVIIe au XIXe siècle. Le village fait partie de la paroisse de l'Arnon.

## Sources
- « Fontaines-sur-Grandson » dans le Dictionnaire historique de la Suisse en ligne.

- (de) Cet article est partiellement ou en totalité issu de l’article de Wikipédia en allemand intitulé « Fontaines-sur-Grandson » (voir la liste des auteurs).